# John Thain
John Alexander Thain (Antioch, 26 maggio 1955) è un imprenditore e banchiere statunitense, ex presidente e CEO di CIT Group, ex presidente della Borsa di New York dal 2004 al 2007  e ultimo presidente di Merrill Lynch prima della sua fusione con Bank of America.
Designato per diventarne presidente dopo la fusione, Thain si è si è dimesso il 22 gennaio 2009. Ken Lewis, CEO di Bank of America, avrebbe costretto Thain a dimettersi dopo diverse controversie, come le perdite in Merrill Lynch, che si sono rivelate molto maggiori di quanto precedentemente stimato, e l'assegnazione di enormi bonus ai dirigenti. Dal settembre 2017 è membro del consiglio di Uber nominato dall'ex amministratore delegato di Uber Travis Kalanick.

## Biografia
Thain è nato ad Antiochia, Illinois nel 1955. Suo padre, Alan, era un medico sulla via principale della cittadina che ha poi ceduto l'attività ai due fratelli di Thain, Dennis e Robert, entrambi medici generici. Ha conseguito una laurea in ingegneria elettrica presso il MIT nel 1977 e un MBA presso la Harvard Business School nel 1979. 

## Carriera
Prima di entrare in Merrill, Thain è stato CEO della Borsa di New York dal gennaio 2004 al dicembre 2007. Ha anche lavorato presso Goldman Sachs, come capo della sua divisione titoli ipotecari dal 1985 al 1990 e presidente e co-direttore operativo dal 1999 al 2004.